# Liste der Monuments historiques in Arvière-en-Valromey
Die Liste der Monuments historiques in Arvière-en-Valromey führt die Monuments historiques in der französischen Gemeinde Arvière-en-Valromey auf.

## Liste der Bauwerke
| Bezeichnung                      | Beschreibung | Standort | Kennzeichnung | Schutzstatus | Datum | Bild           |
| -------------------------------- | ------------ | -------- | ------------- | ------------ | ----- | -------------- |
| Reste der Chartreuse in Arvières |              | (Lage)   | PA00132938    | Classé       | 1995  | weitere Bilder |

## Liste der Objekte
- Monuments historiques (Objekte) in Virieu-le-Petit in der Base Palissy des französischen Kultusministeriums
- Monuments historiques (Objekte) in Lochieu in der Base Palissy des französischen Kultusministeriums